# Judith Binney
Dame Judith Mary Caroline Binney, DNZM, (* 1. Juli 1940 in New South Wales, Australien; † 15. Februar 2011 in Auckland) war eine neuseeländische Historikerin und von 2004 an Professorin der University of Auckland.

## Leben und Wirken
Binney wurde 1940 in Australien geboren, kam 1947 mit ihren Eltern nach Neuseeland und studierte an der University of Auckland, an der sie 1965 auch ihren Abschluss in Geschichte machte. Von 1966 bis 2004 arbeitete sie als Dozentin am History Department der Universität. Sie war außerordentliche Professorin bis 1996 und wurde 1997 zur ordentlichen Professorin mit einem festen Lehrstuhl berufen.
Binneys erstes Buch entstand 1968 aus ihrer Doktorarbeit heraus. Es war eine Biografie von Thomas Kendall, einem frühen anglikanischen Missionar, der im Auftrage der Church Missionary Society nach Neuseeland ging, sich mit dem Warlord Hongi Hika anfreundete, in den Waffenhandel mit Musketen (Musketenkriege) verstrickte und nach dem Ehebruch mit einer 17-jährigen Māori schließlich von der Missionsgesellschaft zurückgerufen wurde.
Es folgten weitere Arbeiten und Veröffentlichungen zur Geschichte Neuseelands.
Binney wurde im Dezember 2009 in Auckland von einem Lastkraftwagen angefahren und erlitt ernsthafte Kopfverletzungen, von denen sie sich nur langsam erholte. Sie verstarb 70-jährig am 15. Februar 2011 in Auckland.

## Auszeichnungen
- 1996 gewann sie mit ihrer Biografie „Redemption Songs: A Life of Te Kooti Arikirangi Te Turuki“ den Montana New Zealand Book of the Year.
- 1997 wurde ihr der Companion of the New Zealand Order of Merit verliehen.
- 1998 wurde sie zum Mitglied der Royal Society of New Zealand berufen.
- 2006 bekam sie für ihre detaillierten Beiträge zur Geschichte der Māori einen der mit 60.000 NZ$[4] dotierten Prime Minister’s Awards for Literary Achievement.
- 2007 wurde sie zum Mitglied der New Zealand Academy of the Humanities gewählt.
- 2009 erhielt sie die Polynesian Society’s Elsdon Best Medal.[5]
- 2010 gewann sie mit ihrem Buch „Encircled Lands: Te Urewera, 1820-1921“ den Book of the Year Award der New Zealand Post.

Am 31. Dezember 2005 wurde sie für ihre Verdienste in der neuseeländischen Geschichtsforschung mit dem DNZM Dame Companion New Zealand Order of Merit ausgezeichnet.
Binney war Mitglied des New Zealand Historic Places Trust Board und durfte sich zu den Guardians der Alexander Turnbull Library zählen. Des Weiteren war sie Mitglied des Museum of New Zealand Te Papa Tongarewa.

## Werke
als Autorin
- The Legacy of Guilt – A Life of Thomas Kendall. Auckland University Press/Oxford University Press, Auckland 1968, ISBN 1-877242-33-0 (englisch, Zweitveröffentlichung 2005 bei Bridget Williams Books, Wellington).
- Ngā Mōrehu – The Survivors: The Life Histories of Eight Maori Women. Auckland University Press, Auckland 1968, ISBN 1-86940-147-6 (englisch).
- Redemption Songs: A Life of Te Kooti Arikirangi Te Turuki. Auckland University Press/Bridget Williams Books, Auckland/Wellington 1995 (englisch).
- Untold Lives: When the Elders Tell Their Stories. In: Hocken Lecture. Band 2, 2007. Hocken Collections University of Otago, Dunedin 2008, ISBN 978-1-877486-01-2 (englisch).
- Te Kerikeri 1770–1850: The Meeting Pool. Bridget Williams Books, Wellington 2007, ISBN 978-1-877242-38-0 (englisch).
- Encircled Lands: Te Urewera, 1820–1921. Bridget Williams Books, Wellington 2009, ISBN 978-1-877242-44-1 (englisch).
- Stories without End: Essays 1975–2010. Bridget Williams Books, Wellington 2010, ISBN 978-1-877242-47-2 (englisch).

als Koautorin
- Judith Binney, Gillian Chaplin, Craig Wallace: Mihaia: The Prophet Rua Kenana and His Community at Maungapohatu. Auckland University Press, Auckland 1979, ISBN 1-86940-148-4 (englisch).
- Judith Bassett, Judith Binney, Erik Olssen: The People and the Land/Te Tangata me te Whenua: An Illustrated History of New Zealand 1820–1920. Allen & Unwin, 1993, ISBN 0-04-614013-1 (englisch).

als Herausgeberin
- Judith Binney (Hrsg.): The Shaping of History: Essays from the New Zealand Journal of History, 1967–1999. Bridget Williams Books, Wellington 2001, ISBN 1-877242-17-9 (englisch, 22 Essays unterschiedlicher Autoren).